# Hugo Pepper
Hugo Pepper (* 4. Februar 1920 in Wien; † 1. September 2011 ebenda) war ein österreichischer Widerstandskämpfer, Volksbildner und Publizist.

## Leben
Hugo Pepper wuchs im Wiener Gemeindebezirk Hernals auf. Durch seinen Vater, ein Gründungsmitglied der Kommunistischen Partei Österreichs, wurde er politisch links geprägt. Während der austrofaschistischen „Ständestaats“ war Pepper in einer Gruppe des Österreichischen Jungvolks.
1938 wurde Pepper von den Nationalsozialisten wegen des Verdachts, einer illegalen Organisation von Jugendlichen anzugehören, sowie wegen Hochverrats und Geheimbündelei angezeigt. Das folgende Verfahren wurde jedoch 1940 eingestellt. Pepper musste nun beim Artillerie-Regiment 109 Kriegsdienst leisten und kam unter anderem nach Russland. Nach seiner erkrankungsbedingten Rückkehr von dort schloss er sich der militärischen Widerstandsbewegung in der Wehrmacht an. Mit gleichgesinnten Soldaten sollte den alliierten Truppen der Übergang über die Enns ermöglicht werden. Die Gruppe wurde jedoch denunziert und nach Gefechten mit der Waffen-SS zersprengt.
Nach dem Zweiten Weltkrieg geriet Pepper kurz in Kriegsgefangenschaft. Im Oktober 1945 kehrte er nach Wien zurück, wo er ein Studium der Staatswissenschaften begann und als Beamter im Ministerium für Vermögenssicherung und Wirtschaftsplanung arbeitete. Daneben leitete er das Studentenkabarett „Der Rote Hund“. Von 1951 bis 1962 war Pepper im Bildungsreferat des Österreichischen Gewerkschaftsbundes tätig. Danach arbeitete er von 1962 bis zu seiner Pensionierung 1982 für den Europaverlag, erst als Lektor, später als Cheflektor. In dieser Funktion erwirkte er die Herausgabe des Gesamtwerkes von Otto Bauer. Des Weiteren war Pepper von 1992 bis 1995 Vorsitzender des Bundes Sozialdemokratischer Freiheitskämpfer und von 1989 bis zu seinem Tod im Vorstand des Dokumentationsarchivs des österreichischen Widerstandes (DÖW). Ab 1973 war er Mitglied der Freimaurerloge Mozart.
Pepper veröffentlichte als Autor und Ko-Autor eine Vielzahl von Büchern, verfasste mehr als 1300 Artikel, Glossen und Essays sowie um die 1700 Buchbesprechungen.
Pepper starb am 1. September 2011 im Alter von 91 Jahren.

## Ehrungen
Pepper setzte sich zeitlebens als Zeitzeuge, Autor und Vortragender gegen den Faschismus ein. Für sein Engagement wurde ihm 1973 der Berufstitel Professor verliehen. Fünf Jahre später erhielt er 1978 das Ehrenzeichen für Verdienste um die Befreiung Österreichs. 1979 erhielt er die Otto-Bauer-Plakette, 1980 den Victor-Adler-Staatspreis und 1985 den Preis der Stadt Wien für Volksbildung. 2004 wurde ihm die Ehrenmedaille der Bundeshauptstadt Wien in Gold verliehen. Im November 2010 wurde der Film Hugo Pepper – Denken auf eigene Gefahr (Regie. Markus Vorzellner) in Wien zur Uraufführung gebracht. Am 19. Juli 2011 wurde ihm von Staatssekretär Josef Ostermayer das Goldene Verdienstzeichen der Republik Österreich verliehen. Im Sommer 2020 wurde in der Wolkersbergenstraße in Hietzing ein Park nach ihm benannt.

## Publikationen
- Kleine Redelehre. Ein Leitfaden für Anfänger und Routinierte. Illustrationen von Rolf Totter, Europa Verlag, Wien 1973, ISBN 978-3-203-50470-4.
- Der Globus von Wien. Geschichten aus Hernals. Mit Zeichnungen von Wilfried Zeller-Zellenberg, Europaverlag, Wien 1979, ISBN 3-203-50721-8.
- Franz Danimann und Hugo Pepper (Hrsg.): Österreich im April '45. Die ersten Schritte der 2. Republik. Europaverlag, Wien 1985, ISBN 3-203-50874-5.
- (als Hrsg.): Lachen auf eigene Gefahr. Das Kabarett „Der Rote Hund“ 1946–1951. Europaverlag, Wien 1987, ISBN 3-203-51003-0.